# Me Đồng Nai
Me Đồng Nai (danh pháp: Phyllanthus trungii) là một loài thực vật có hoa trong họ Diệp hạ châu. Loài này được Nguyễn Nghĩa Thìn mô tả khoa học đầu tiên năm 1992.